# Lemmus portenkoi
Lemmus portenkoi är en gnagare i släktet äkta lämlar som förekommer endemisk på Wrangelön. Populationen betraktas ibland som underart till sibirisk lämmel men nyare taxonomiska avhandlingar och IUCN listar den som god art.
Djuret fördrar områden med örter, fjällsippor och arter av videsläktet (Salix) som hittas ofta nära vattendrag. Födan utgörs främst av ljung, arter av ullsläktet (Eriophorum), frön och mossor. Honan föder fem till sju ungar per kull. Individerna vandrar jämförelsevis korta sträckor före vintern till områden med säker snötäcke.
Populationens storlek varierar mycket mellan olika år som kan ha en naturlig orsak. IUCN listar Lemmus portenkoi med kunskapsbrist (DD).